# Milia
Milia je středně pozdní moštová odrůda révy vinné (Vitis vinifera), určená k výrobě bílých vín, která byla vyšlechtěna roku 1973 v Šenkvicích na Slovensku, kříženec odrůd Müller-Thurgau a Tramín červený.

## Popis
Réva vinná (Vitis vinifera) odrůda Milia je jednodomá dřevitá pnoucí liána dorůstající v kultuře až několika metrů. Kmen tloušťky až několik centimetrů je pokryt světlou borkou, která se loupe v pruzích. Úponky umožňují této rostlině pnout se po pevných předmětech. Růst je středně bujný až bujný.
List je středně velký až velký, sytě zelený, okrouhlý, čepel je tří- až pětilaločnatá s mělkými až středně hlubokými výkroji, ale někdy i nečleněná, řapíkový výkroj je někdy úzce otevřený, lancetovitý s ostrým dnem nebo uzavřený s průsvitem, často ale je i zcela překrytý.
Oboupohlavní pětičetné květy v hroznovitých květenstvích jsou žlutozelené, samosprašné. Plodem je malá (do 10 mm), krátce elipsovitá až okrouhlá, symetrická bobule stejnoměrně růžové barvy, s tenkou slupkou, se šťavnatou, rozplývavou, nezbarvenou dužinou velmi příjemné, muškátovo-tramínové chuti. Stopečka bobule je krátká, lehce se odděluje od bobule. Hrozen je delší a řidší, než u odrůdy Pálava, 100-150 mm dlouhý, středně hustý až řídký, kónický, na středně dlouhé až dlouhé, u báze rozvětvené stopce.

## Původ a rozšíření
Milia je moštová odrůda vinné révy (Vitis vinifera), kříženec odrůd Müller-Thurgau a Tramín červený, novošlechtění, provedené v roce 1973 ve Výskumné stanici vinohradnícké a vinárské v Šenkvicích šlechtiteli I. Novákem, V. Bobekovou a M. Matochovou.
Odrůda byla roku 2002 zapsána do Listiny registrovaných odrůd Slovenské republiky, od roku 2004 je zde právně chráněná. Na Slovensku je zatím pěstována víceméně na pokusných plochách. Odrůda není zapsána do Státní odrůdové knihy České republiky a není ani odrůdou, povolenou k výrobě zemských vín. Velmi ojediněle ji najdeme ve vinicích, převážně mezi malopěstiteli.

## Název
„Milia“ je mimo jiné název několika obcí a míst v Řecku, ale v případě názvu této slovenské odrůdy se patrně jedná o novotvar, jehož význam sice oficiálně není nikde upřesněn, ale jako řešení se nabízí kombinace starších či lidových názvů obou odrůd, a sice „milerka“ a „livora“. Pracovní název křížení byl MTxTČ 65/4.

## Příbuzné odrůdy
Křížením odrůd Müller-Thurgau a Tramín červený byla například ve Velkých Žernosekách vyšlechtěna odrůda Ranuše česká (Ranuše muškátová) a v Rakvicích odrůda Venus. Nejúspěšnější moravské novošlechtění, Pálava, vznikla ve Velkých Pavlovicích křížením stejných odrůd v opačném pořadí.

## Pěstování
Růst je středně bujný až bujný, réví velmi dobře vyzrává. Odolnost vůči mrazu je zvýšená. Odrůda nesnáší sucho. Za nepříznivého počasí v době květu může i sprchnout. Plodnost je vysoká, doporučuje se jí nepřetěžovat, potom dosahuje značně vysoké cukernatosti. Vhodným pěstitelským tvarem je vysoké i střední vedení s řezem na dva kratší tažně se záložními čípky. Doporučené zatížení je 6-8 plodonosných oček na m². Z podnoží vyhovují do vápenatých, suchých a skeletových půd T 8B, pro všechny druhy půd potom Cr 2, na střední vedení v úrodných, ne výsušných půdách SO-4 a T 5C. V odrůdových zkouškách poskytla v šestiletém průměru úrodu 14,25 t/ha při cukernatosti moštu 23 °NM a aciditě 7,1 g/l.

### Fenologie
Středně pozdní odrůda raší středně pozdně, kvete raně, hrozny zaměkají v první polovině srpna a sklízí se dle ročníku od 15. září většinou do konce září, výjimečně do 5. října. Suma aktivních teplot (SAT) se pohybuje okolo 2200 °C.

### Choroby a škůdci
Odrůda je průměrně odolná vůči hlavním houbovým chorobám, odolává nepatrně lépe, než odrůda Müller-Thurgau.

### Poloha a půdy
Odrůda má střední požadavky na polohu, vyžaduje svahovité pozemky s dobrou expozicí k slunečnímu záření. Požadavky na půdu jsou střední až vyšší, podobně jako u mnohých aromatických odrůd. Nemá ráda půdy suché, na kterých se může objevovat slabší růst a horší kvalita hroznů. Požaduje půdy hluboké, s dobrou zásobou živin a vododržností. Odrůdě se daří ve štěrkovo-hlinitých půdách ve svahových polohách, ale i ve sprašových, výživných půdách.

## Víno
Hrozny se sklízí na základě aromatické zralosti a obsahu kyselin. Hrozny s nižším obsahem kyselin jsou vhodné na šetrné lisování, odkalení a kvašení při nižších teplotách s cílem vyrobit výrazně aromatické, lehké víno. Je možná i krátkodobá macerace rmutu, kterou dosáhneme zajímavý, aromatický charakter a chuťovou plnost vína.
Hrozny jsou vhodné pro výrobu odrůdových vín, pravidelně v jakosti přívlastků i jako zajímavá složka různých cuvée. Odrůdové víno je jemně aromatické, kořenité, extraktivní, s příjemnými a jemnými kyselinkami. Velmi zajímavá jsou přírodně sladká vína se zbytkovým cukrem. Pro typické odrůdové víno je charakteristická zlatavá barva a výrazná vůně muškátovo-kořenitá, dále pak harmonická chuť, která občas postrádá kyselinky.

### Multimédia
- Martin Šimek : Encyklopédie všemožnejch odrůd révy vinné z celýho světa s přihlédnutím k těm, co již ouplně vymizely, 2008-2012